# 馬哈茂達巴德 (馬贊德蘭省)

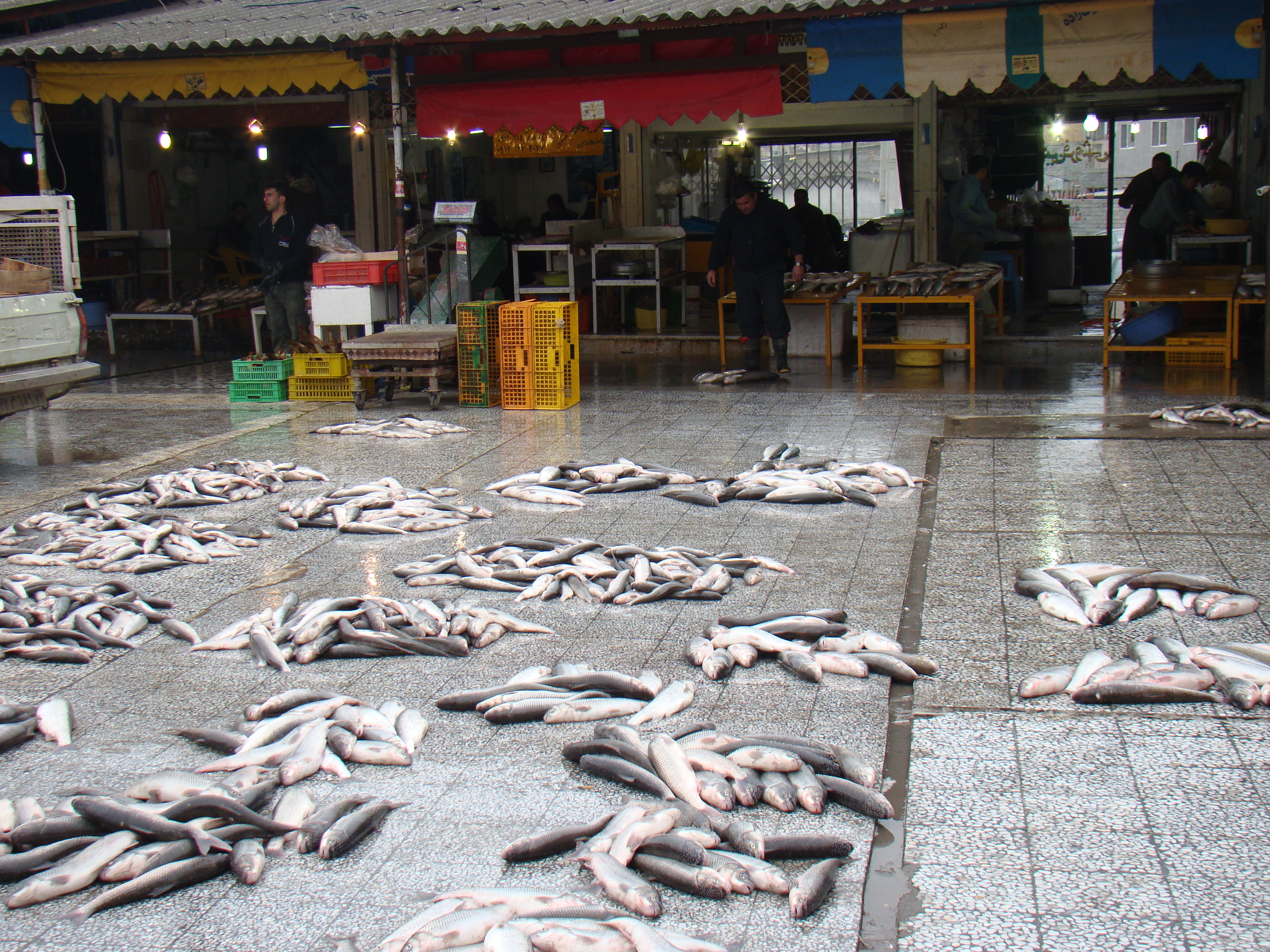

馬哈茂達巴德（波斯語：‎，羅馬化：Maḥmūdâbâd）是伊朗的城市，位於該國北部裡海沿岸，由馬贊德蘭省負責管轄，處於恰盧斯和巴博勒薩爾之間，市內有兩間大學，2006年人口27,561。